# 大和証券キャピタル・マーケッツ

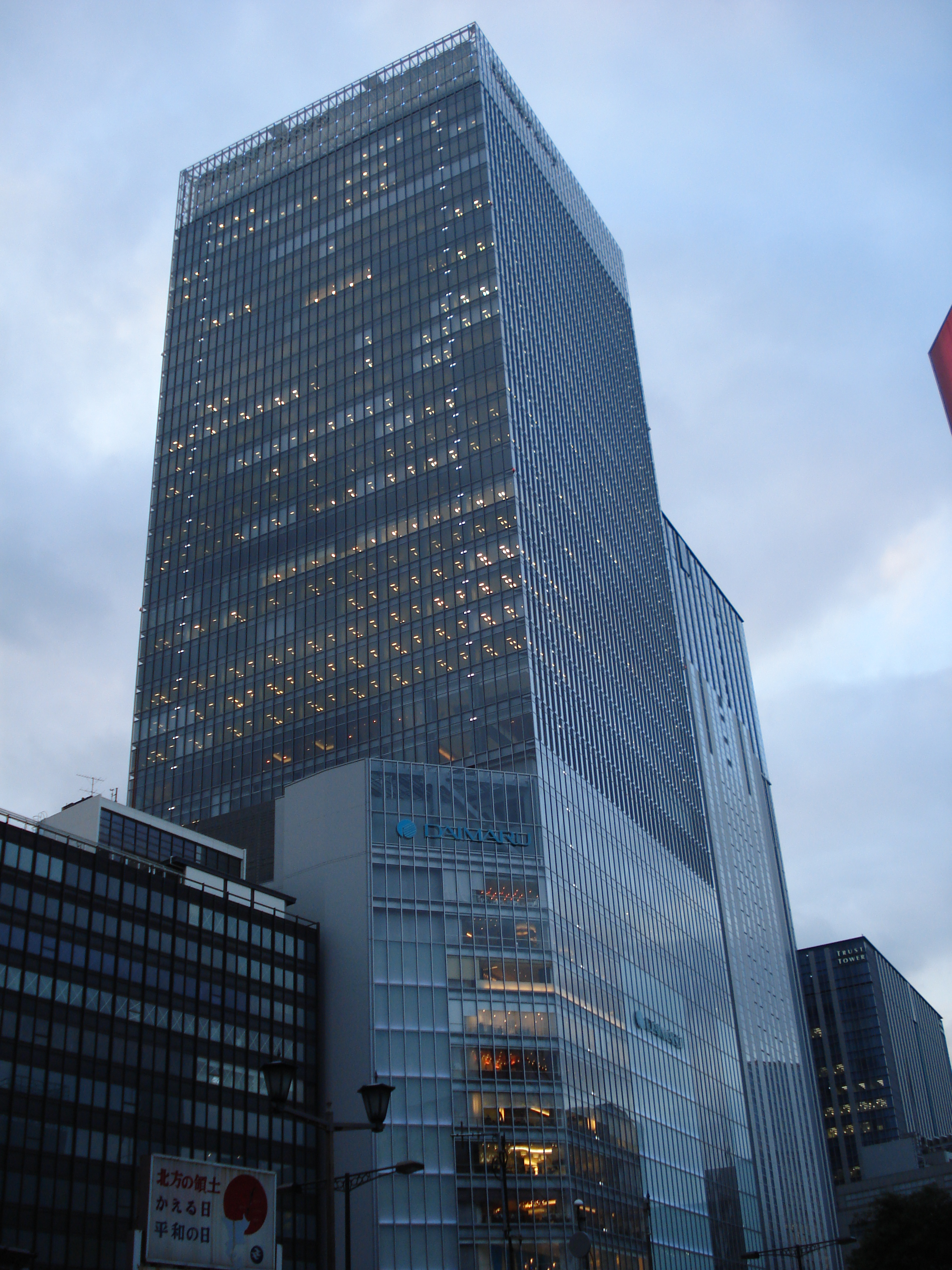
旧大和証券キャピタル･マーケッツ本社の入るグラントウキョウ・ノースタワー

大和証券キャピタル･マーケッツ株式会社（だいわしょうけんキャピタル･マーケッツ、英称：Daiwa Securities Capital Markets Co.Ltd.）は、大和証券グループ本社の子会社で、かつて存在したホールセール（法人向け）専業証券会社。日系の大手投資銀行でもあった。
2012年4月1日付けで、大和証券グループ本社傘下のリテール（個人向け）証券会社であった、「（2代目）大和証券株式会社」を存続会社として吸収合併された。

## 概要
旧大和證券株式会社（初代：現・大和証券グループ本社）及び旧住友キャピタル証券株式会社（旧住友銀行（現・三井住友銀行）の証券子会社）から営業譲渡を受け、大和証券エスビーキャピタル・マーケッツ株式会社（略称・大和証券SBCM）として1999年4月5日に営業を開始。当時は、大和証券が60%、旧株式会社住友銀行が40%出資していた。2001年4月1日に旧さくら証券株式会社（旧さくら銀行（現・三井住友銀行）の証券子会社）からも営業を譲り受け、同時に商号を大和証券エスエムビーシー株式会社（大和証券SMBC）に変更。また併せて、旧株式会社さくら銀行のホールセール証券業務も集約した。
2009年に、三井住友フィナンシャルグループ（SMFG）が、シティグループから旧日興シティホールディングス傘下の証券事業を買収することとなり、大和証券SMBC（当時）と統合して経営の主導権を得ようとしたことから、経営の独立性を維持したい大和証券側と対立し、合弁契約を解消することとなった。2009年10月1日に、SMFGから転籍していた従業員の大半がSMFGに復帰。また、2009年12月31日に、SMFGの保有する株式40%すべてを、大和証券グループ本社が1739億円で買い取って大和グループの完全子会社化し、2010年1月1日に商号を大和証券キャピタル・マーケッツ株式会社（略称・大和証券CM）に変更した。
2012年4月1日に、「（2代目）大和証券株式会社」を存続会社として吸収合併され、法人としては解散した。

## 沿革
- 1999年4月 - 旧大和證券株式会社（初代）と住友キャピタル証券株式会社から営業譲渡を受け、大和証券エスビーキャピタル・マーケッツ株式会社の営業開始。
- 2001年
  - 4月 - さくら証券株式会社の営業全部の譲受と株式会社さくら銀行のホールセール証券業務を譲受。商号を大和証券エスエムビーシー株式会社に変更。
  - 10月 - 子会社の大和証券エスエムビーシープリンシパル・インベストメンツ株式会社（大和証券SMBCPI）を設立。
- 2009年
  - 8月 - 大和総研およびその海外現地法人に所属していた国内外の企業アナリスト・ストラテジスト等のリサーチ部門の移管を受け、金融証券研究所を設立。
  - 12月31日 - 合弁契約解消に伴う株式取得により、大和証券グループ本社の完全子会社となる。
- 2010年1月1日 - 大和証券キャピタル・マーケッツ株式会社に商号変更。
- 2012年4月 - 大和証券株式会社（2代目）と合併。